# Strada europea E09
La strada europea E09 (o E9) è una strada europea di classe A e, come si evince dal numero, una dorsale intermedia nord-sud lunga 967 km. Collega Orléans in Francia con Barcellona in Spagna attraverso Vierzon, Limoges e Tolosa.

## Percorso
Il percorso della E9 segue le seguenti strade:
- in Francia:
  - la A 71 da Orléans a Vierzon (la A71 continua da Vierzon come E11);
  - la A 20 da Vierzon a Montauban;
  - la A 62 da Montauban a Tolosa;
  - la N 20 da Tolosa alla frontiera spagnola attraverso il tunnel del Puymorens sotto i Pirenei.
- in Spagna
  - la Autopista C-16 da Puigcerdà a Barcellona

## Città attraversate

### Francia
- Orléans
- Vierzon
- Vatan
- Châteauroux
- Limoges
- Brive-la-Gaillarde
- Cahors
- Montauban
- Tolosa
- Auterive
- Pamiers
- Foix
- Ax-les-Thermes
- Porté-Puymorens
- Bourg-Madame

### Spagna

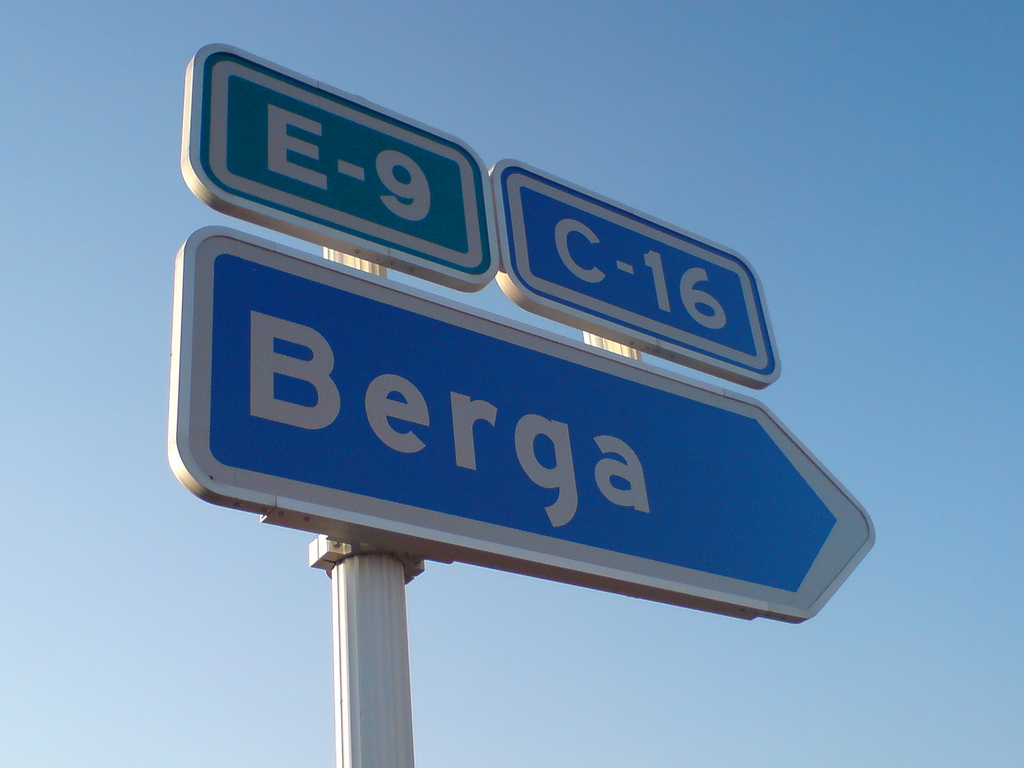
C16-E9 cartello stradale Berga, Spagna

- Puigcerdà
- Alp
- Bagà
- Berga
- Gironella
- Manresa
- Terrassa
- Rubí
- Barcellona